# 多田野本神社
多田野本神社（ただのもとじんじゃ）は御霊大明神の号を掲げ福島県郡山市逢瀬町多田野にある神社である。毎年大寒近くに行われる寒中禊の行事などで知られる。また、地域に伝わる「多田野の鍬柄舞田植踊」は郡山市指定重要無形民俗文化財に指定されており、境内には文化財の標識が建てられている。

## 歴史
詳しい創建年代は不明。物見ケ岳に火の神を祀ったのが始まりで、その後、山中から現在地に遷座したと伝えられる。
逢瀬町は河内源氏が本拠地とした河内国の余野川周辺に地形が似ていることから、それにまつわる地名が各地に名づけられたとされ、逢瀬町には逢瀬川を挟んで河内（こうず）と多田野（多田野本神社）があるが、これは河内国と余野川を挟んでその西側にある摂津国の多田院や多田神社の位置関係にあたるとみる説がある。
1143年（康治2年）、源義家の家臣鎌倉権五郎景政が東北征伐の際にこの地に住んでいた盗賊や大蛇をことごとく退治したことに感謝した村民が、景政やその一族を合わせて祀った。そのため「ごろうのみや様」とも呼ばれている。
その後は武運長久の神としても知られるようになり、太平洋戦争前までは、ここで祈願した村内の出征兵は誰ひとりとして死傷することなく全員無事に帰還したといわれている。
また、景政がこの地の災害を防ぐため、山中の霊石に神霊をうつして五穀豊穣を祈願したと伝わることから御霊櫃峠とのつながりも深く、明治時代頃からは毎年6月に関係者が峠付近の風神社、雨神社に参詣する伝統行事が行われている。

## 交通
- 東北自動車道郡山南ICから車で約10分、道路向かい側に駐車場あり
- JR東日本東北新幹線郡山駅11番バス乗り場より福島交通バス休石行または御霊櫃行で約40分「多田野」停留所下車、徒歩2分